# Åsmyrtjärnarna, Härjedalen
Åsmyrtjärnarna är en sjö i Härjedalens kommun i Härjedalen och ingår i Ljusnans huvudavrinningsområde.